# شهرستان تونگبای
شهرستان تونگبای (به لاتین: Tongbai County) یک شهرستان‌های جمهوری خلق چین در چین است که در نانیانگ واقع شده‌است.
 شهرستان تونگبای ۱٬۹۴۱ کیلومتر مربع مساحت و ۴۲۰٬۰۰۰ نفر جمعیت دارد.